# Хава нагила
Ха́ва наги́ла (ивр. הָבָה נָגִילָה‎ «давайте возрадуемся») — еврейская песня, написанная в 1918 году собирателем фольклора Авраамом Идельсоном на хасидскую мелодию. В работе участвовал ученик Идельсона М.Натансон; есть мнение, что его нужно считать [со]автором. Автор музыки к песне неизвестен, однако считается, что она была создана не ранее середины XIX века неким клезмером, уроженцем Восточной Польши. Песню исполняют во время еврейских праздников. Известность песни настолько широка (не только среди евреев), что многие считают её народной. В поп-культуре её стереотипно используют для обозначения темы еврейства.
Многие исследователи еврейской культуры утверждают, что песня была сочинена для того, чтобы отметить вход английских войск в Иерусалим в 1917 году, из-за которого поднялась радость среди евреев, так как некоторые считали это предвестием прихода Мессии, возврата их на Святую землю и возрождения независимого Государства Израиль. В 1918 году песня в исполнении трёх известных канторов была записана на граммофон. Утверждают также, что это была первая запись песни на иврите в Израиле. В течение века ритм несколько раз меняли, поэтому современный вариант несколько отличен от оригинала. Песню переводили и адаптировали на многие языки, в том числе и русский.

## Текст песни
| Русский перевод                                                                     | Русская транслитерация                               | Текст на иврите                       |
| ----------------------------------------------------------------------------------- | ---------------------------------------------------- | ------------------------------------- |
| Давай возрадуемся, давай возрадуемся, давай возрадуемся и возвеселимся!             | Хава нагила Хава нагила Хава нагила ве-нисмеха       | הבה נגילה הבה נגילה הבה נגילה ונשמחה‎  |
| Давай возликуем, давай возликуем, давай возликуем и возвеселимся!                   | Хава неранена Хава неранена Хава неранена ве-нисмеха | הבה נרננה הבה נרננה הבה נרננה ונשמחה‎  |
| Пробудитесь, пробудитесь, братья, пробудитесь, братья, с радостным сердцем!         | Уру уру ахим уру ахим бе-лев самеах                  | עורו עורו אחים עורו אחים בלב שמח‎      |
| Пробудитесь, братья, пробудитесь, братья, пробудитесь, братья, с радостным сердцем! | Уру ахим уру ахим уру ахим бе-лев самеах             | עורו אחים עורו אחים עורו אחים בלב שמח‎ |

Одна строчка была изменена в процессе исполнения. А именно, из выражения «уру-на ахим бе-лев самеах» (עורו נא אחים בלב שמח‎) выпало слово «на» (נא‎) — в иврите оно является необязательной вежливой частицей повелительного наклонения. Соответственно, был изменён и мотив.